# Ma Hu
Ma Hu (kinesiska: 马湖) är en sjö i Kina. Den ligger i provinsen Sichuan, i den sydvästra delen av landet, omkring 250 kilometer söder om provinshuvudstaden Chengdu. Ma Hu ligger 1 118 meter över havet. Arean är 7,0 kvadratkilometer. I omgivningarna runt Ma Hu växer i huvudsak blandskog. Den sträcker sig 5,6 kilometer i nord-sydlig riktning, och 2,4 kilometer i öst-västlig riktning.
Genomsnittlig årsnederbörd är 1 208 millimeter. Den regnigaste månaden är juli, med i genomsnitt 287 mm nederbörd, och den torraste är december, med 11 mm nederbörd.